# Carl Maximilian Grüel
Carl Maximilian Grüel (* 1. Januar 1807 in Bialystok, Neuostpreußen; † 18. November 1874 in Burg bei Magdeburg) war ein deutscher Jurist und Politiker.

## Leben
Grüel war der Sohn eines Regierungsrats. Er studierte Rechtswissenschaften in Berlin und Göttingen und wurde in Göttingen 1827 Mitglied des Corps Brunsviga. Nach Beendigung seiner Studien war Grüel Auskultator, Referendar und Assessor in Magdeburg, Brandenburg an der Havel und Siegen. 1839 wurde er Justizkommissar und Notar in Burg. 1859 ließ er sich als Rechtsanwalt beim Appellationsgericht in Magdeburg nieder.
Vom 20. Mai 1848 bis 18. Juni 1849 gehörte Grüel der Frankfurter Nationalversammlung und dem Rumpfparlament an. Er war Mitglied der Fraktion Casino bzw. Landsberg und wählte Friedrich Wilhelm IV. zum Kaiser der Deutschen.